# Теорема Ли — Колчина
Теорема Ли — Колчина — это теорема теории представлений линейных алгебраических групп. Теорема Ли является аналогом для линейных алгебр Ли.

## Формулировка
Если G является связной разрешимой линейной алгебраической группой, определённой над алгебраически замкнутым полем, а
{\displaystyle \rho \colon G\to GL(V)}
представление на ненулевом конечномерном векторном пространстве V, то имеется одномерное линейное подпространство L пространства V, такое что
{\displaystyle \rho (G)(L)=L.}
То есть, {\displaystyle \rho (G)} имеет инвариантную прямую L, на которой G действует посредством одномерного представления. Это эквивалентно утверждению, что V содержит ненулевой вектор v, который является общим (одновременным) собственным вектором для всех {\displaystyle \rho (g),\,\,g\in G}.

### Замечания
- Из теоремы немедленно следует, что любое неприводимое конечномерное представление связной разрешимой линейной алгебраической группы G имеет размерность единица. Фактически, это другой способ утверждения теоремы Ли — Колчина.

- Теорема Ли утверждает, что любое ненулевое представление разрешимой алгебры Ли на конечномерном векторном пространстве над алгебраически замкнутом поле характеристики 0 имеет одномерное инвариантное подпространство.

- Аналогичный результат для алгебр Ли доказал Софус Ли[1], а для алгебраических групп доказал Колчин[2].

- Теорема Бореля о неподвижной точке[англ.] обобщает теорему Ли — Колчина.

## Триангуляризация
Иногда эта теорема упоминается как Теорема Ли — Колчина о триангуляризации, поскольку по индукции из неё следует, что при подходящем базисе в V образ {\displaystyle \rho (G)} имеет треугольный вид. Другими словами, образ группы {\displaystyle \rho (G)} сопряжён в GL(n,K) (где n = dim V) в подгруппу группы T треугольных матриц, стандартной подгруппы Бореля группы GL(n,K) — образ одновременно триангуляризуем.
Теорема верна, в частности, для подгруппы Бореля полупростой линейной алгебраической группы G.

## Контрпример
Если поле K не замкнуто алгебраически, теорема может не выполняться. Стандартная единичная окружность, рассматриваемая как множество комплексных чисел {\displaystyle \{x+iy\in \mathbb {C} \mid x^{2}+y^{2}=1\}} с абсолютным значением единица, является одномерной коммутативной (а потому разрешимой) линейной алгебраической группой над вещественными числами, которая имеет двумерное представление в ортогональной группе SO(2) без инвариантной (вещественной) прямой. Здесь образ {\displaystyle \rho (z)} числа {\displaystyle z=x+iy} является ортогональной матрицей
{\displaystyle {\begin{pmatrix}x&y\\-y&x\end{pmatrix}}.}